# Scoresby (cráter)

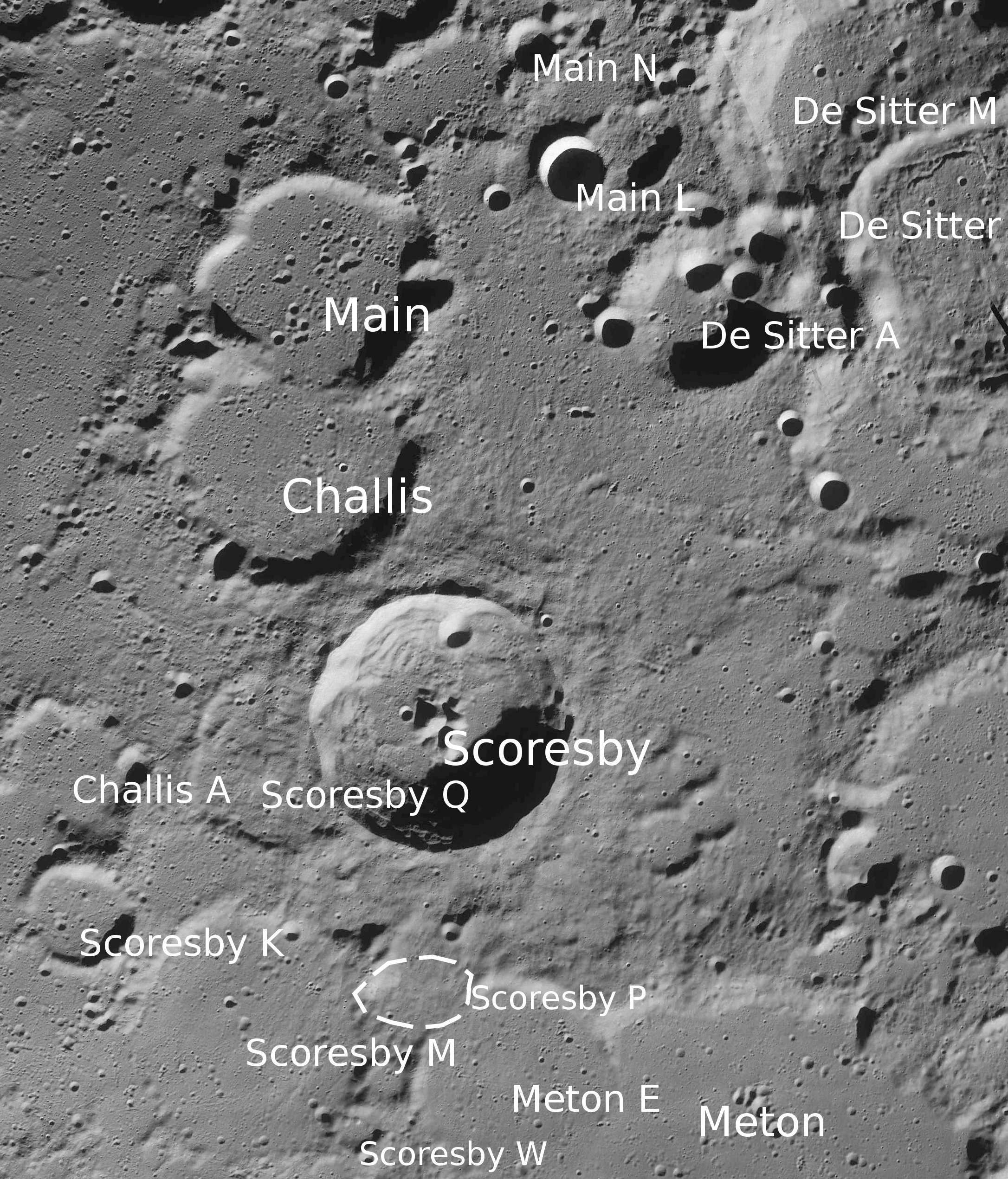
Fotografía de la misión Lunar Reconnaissance Orbiter

Scoresby es un cráter de impacto perteneciente a la cara visible de la Luna. Está casi unido al cráter Challis en su lado norte-noroeste, y se encuentra justo al norte de la llanura amurallada de Meton. Debido a su ubicación, este cráter aparece muy escorzado cuando se ve desde la Tierra, por lo que se divisa con forma elíptica. Sin embargo, es prácticamente circular cuando se ve desde arriba.
|  |

Esta formación tiene una pared exterior afilada que no ha sido significativamente desgastada y no está marcada por impactos significativos. Presenta rampas que se extienden hacia el exterior a casi medio diámetro del cráter, excepto donde se encuentran con Challis en el norte. Las amplias paredes interiores muestran apariencia de haber sido aterrazadas, pero en realidad han sido degradadas por una multitud de impactos menores a través de mucho tiempo.
La mayor parte del suelo interior de Scoresby es plano y llano, excepto en el noreste, donde está surcado por alguna zona accidentada. En el punto medio del interior presenta una formación central prominente que consta de tres cordilleras montañosas. Posee un cratercillo situado justo al oeste de los picos centrales, y otro cráter ligeramente más grande en la pared interior del norte.

## Cráteres satélite
Por convención estos elementos son identificados en los mapas lunares poniendo la letra en el lado del punto medio del cráter que está más cercano a Scoresby.
|          | \| Scoresby \| Coordenadas \| Diámetro \| \| -------- \| ---------------------------- \| -------- \| \| K \| 76°18′N 2°54′E / 76.3, 2.9 \| 23 km \| \| M \| 75°36′N 8°06′E / 75.6, 8.1 \| 54 km \| \| P \| 75°48′N 13°00′E / 75.8, 13.0 \| 26 km \| \| Q \| 77°24′N 8°42′E / 77.4, 8.7 \| 40 km \| \| W \| 74°30′N 11°12′E / 74.5, 11.2 \| 10 km \| |          |
| Scoresby | Coordenadas | Diámetro |
| K        | 76°18′N 2°54′E / 76.3, 2.9 | 23 km    |
| M        | 75°36′N 8°06′E / 75.6, 8.1 | 54 km    |
| P        | 75°48′N 13°00′E / 75.8, 13.0 | 26 km    |
| Q        | 77°24′N 8°42′E / 77.4, 8.7 | 40 km    |
| W        | 74°30′N 11°12′E / 74.5, 11.2 | 10 km    |

## Referencias

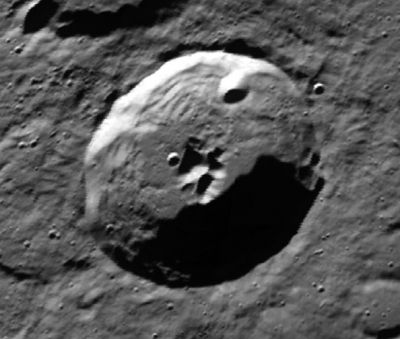
Fotografía de la misión Clementine (1994)